# Världscupen i backhoppning 1986/1987
Världscupen i backhoppning 1985/1986 hoppades 6 december 1986-21 mars 1987 och vanns av Vegard Opaas, Norge före Ernst Vettori, Österrike och Andreas Felder, Österrike.

## Deltävlingar
| Datum            | Plats                  | Etta                 | Tvåa                 | Trea              |
| ---------------- | ---------------------- | -------------------- | -------------------- | ----------------- |
| 6 december 1986  | Thunder Bay            | Jens Weissflog       | Matti Nykänen        | Jukka Kalso       |
| 7 december 1986  | Thunder Bay            | Matti Nykänen        | Thomas Klauser       | Vegard Opaas      |
| 13 december 1986 | Lake Placid            | Vegard Opaas         | Ernst Vettori        | Primož Ulaga      |
| 14 december 1986 | Lake Placid            | Ernst Vettori        | Primož Ulaga         | Vegard Opaas      |
| 21 december 1986 | Chamonix               | Martin Švagerko      | Olav Hansson         | Primož Ulaga      |
| 30 december 1986 | Oberstdorf             | Vegard Opaas         | Thomas Klauser       | Andreas Felder    |
| 1 januari 1987   | Garmisch-Partenkirchen | Andreas Bauer        | Jukka Kalso          | Ulf Findeisen     |
| 4 januari 1987   | Innsbruck              | Primož Ulaga         | Hroar Stjernen       | Ernst Vettori     |
| 6 januari 1987   | Bischofshofen          | Tuomo Ylipulli       | Ernst Vettori        | Vegard Opaas      |
| 10 januari 1987  | Strbske Pleso          | Vegard Opaas         | Andreas Felder       | Ari-Pekka Nikkola |
| 11 januari 1987  | Strbske Pleso          | Ulf Findeisen        | Ole Gunnar Fidjestøl | Ernst Vettori     |
| 14 januari 1987  | Oberwiesenthal         | Ernst Vettori        | Hroar Stjernen       | Jiří Parma        |
| 16 januari 1987  | Oberhof                | Inställt             | Inställt             | Inställt          |
| 24 januari 1987  | Sapporo                | Akira Satō           | Miran Tepeš          | Hiroo Shima       |
| 25 januari 1987  | Sapporo                | Primož Ulaga         | Miran Tepeš          | Steinar Bråten    |
| 28 februari 1987 | Lahtis                 | Ari-Pekka Nikkola    | Vladimír Podzimek    | Tuomo Ylipulli    |
| 1 mars 1987      | Lahtis                 | Matti Nykänen        | Tuomo Ylipulli       | Ernst Vettori     |
| 4 mars 1987      | Örnsköldsvik           | Ari-Pekka Nikkola    | Andreas Felder       | Didier Mollard    |
| 8 mars 1987      | Falun                  | Matti Nykänen        | Pekka Suorsa         | Andreas Felder    |
| 14 mars 1987     | Planica                | Andreas Felder       | Ole Gunnar Fidjestøl | Thomas Klauser    |
| 15 mars 1987     | Planica                | Ole Gunnar Fidjestøl | Matjaž Zupan         | Piotr Fijas       |
| 20 mars 1987     | Oslo                   | Vegard Opaas         | Hroar Stjernen       | Ernst Vettori     |
| 21 mars 1987     | Oslo                   | Andreas Felder       | Ari-Pekka Nikkola    | Miran Tepeš       |

## Slutställning (30 bästa)
| Placering | Namn                 | Nationalitet    | Poäng |
| --------- | -------------------- | --------------- | ----- |
| 1         | Vegard Opaas         | Norge           | 218   |
| 2         | Ernst Vettori        | Österrike       | 192   |
| 3         | Andreas Felder       | Österrike       | 177   |
| 4         | Miran Tepeš          | Jugoslavien     | 166   |
| 5         | Hroar Stjernen       | Norge           | 159   |
| 6         | Matti Nykänen        | Finland         | 133   |
| 7         | Primož Ulaga         | Jugoslavien     | 132   |
| 8         | Ole Gunnar Fidjestøl | Norge           | 131   |
| 9         | Jiří Parma           | Tjeckoslovakien | 129   |
| 10        | Ari-Pekka Nikkola    | Finland         | 124   |

| Placering | Namn            | Nationalitet | Poäng |
| --------- | --------------- | ------------ | ----- |
| 11        | Jens Weissflog  | Östtyskland  | 103   |
| 12        | Ulf Findeisen   | Östtyskland  | 95    |
| 13        | Thomas Klauser  | Västtyskland | 86    |
| 14        | Andreas Bauer   | Västtyskland | 81    |
| 15        | Tuomo Ylipulli  | Finland      | 74    |
| 16        | Jukka Kalso     | Finland      | 62    |
| 17        | Pekka Suorsa    | Finland      | 49    |
| 18        | Risto Laakkonen | Finland      | 38    |
| 19        | Heikki Ylipulli | Finland      | 36    |
| 20        | Matjaž Debelak  | Jugoslavien  | 33    |

| Placering | Namn              | Nationalitet    | Poäng |
| --------- | ----------------- | --------------- | ----- |
| 21        | Steinar Bråten    | Norge           | 32    |
| 21        | Oliver Strohmaier | Österrike       | 32    |
| 23        | Matjaž Zupan      | Jugoslavien     | 31    |
| 23        | Vladimír Podzimek | Tjeckoslovakien | 31    |
| 25        | Akira Satō        | Japan           | 29    |
| 26        | Shin’ichi Tanakaa | Japan           | 28    |
| 27        | Gérard Balanche   | Schweiz         | 27    |
| 27        | Bohumil Vacek     | Tjeckoslovakien | 27    |
| 29        | Martin Švagerko   | Tjeckoslovakien | 25    |
| 29        | Hiroo Shima       | Japan           | 25    |

## Nationscupen - slutställning
| Pos. | Nation          | Poäng |
| ---- | --------------- | ----- |
| 1.   | Norge           | 639   |
| 2.   | Finland         | 539   |
| 3.   | Österrike       | 476   |
| 4.   | Jugoslavien     | 384   |
| 5.   | Tjeckoslovakien | 240   |
| 6.   | Östtyskland     | 218   |
| 7.   | Västtyskland    | 191   |
| 8.   | Japan           | 134   |
| 9.   | Schweiz         | 89    |
| 10.  | Frankrike       | 29    |
| 11.  | Polen           | 26    |
| 12.  | USA             | 23    |
| 13.  | Sverige         | 18    |
| 14.  | Italien         | 16    |
| 15.  | Kanada          | 10    |
| 15.  | Sovjetunionen   | 10    |
| 17.  | Spanien         | 2     |